# Sergei Ogureşnikov
Sergei Ogureşnikov (en russe : Сергей Огурешников Sergueï Ogourechnikov, né le 4 avril 1977 à Öskemen, anciennement Oust-Kamenogorsk, en République socialiste soviétique du Kazakhstan) est un joueur professionnel kazakh de hockey sur glace. Il évoluait au poste de gardien de but.

## Carrière de joueur
En 1998, il débute avec le Kazzinc-Torpedo Oust-Kamenogorsk qui évolue dans le Championnat du Kazakhstan de hockey sur glace et la Vyschaïa Liga. Puis, il a défendu les couleurs du Gorniak Roudny du championnat kazakh et fut le gardien numéro un du Golden Amour lors de leur seule saison dans la Ligue asiatique. En 2007, il rejoint le Kazakhmys Satpaïev. En 2008, il signe avec le Khimik Voskressensk dans la Ligue continentale de hockey. Quelques mois plus tard, il intègre l'effectif du Lada Togliatti. Il est alors la doublure de Vassili Kochetchkine.

## Carrière internationale
Ogureşnikov prit part au Championnat du monde de hockey sur glace 2005 et 2006 avec l'Équipe du Kazakhstan de hockey sur glace en plus de prendre part à quatre tournois juniors au cours des années précédentes. Il fut également de l'équipe nationale lors des derniers Jeux olympiques d'hiver de 2006 à Turin.